# Marmorrocka
Marmorrocka (Taeniura meyeni) är en rockeart som beskrevs av Müller och Henle 1841. Marmorrocka ingår i släktet Taeniura och familjen spjutrockor. Inga underarter finns listade i Catalogue of Life.
Arten förekommer i Indiska oceanen, kring Sydostasien och i västra Stilla havet samt vid Galapagosöarna när kusten. Den dyker till ett djup av 440 meter. Marmorrocka når en längd av 180 cm. Könsmognaden infaller för hannar vid en längd av 100 till 110 cm. Honor lägger inga ägg utan föder upp till sju levande ungar. De är vid födelsen 30 till 35 cm långa. Den liknande arten Dasyatis lata blir könsmogen vid 15 år och kan leva 24 år.
Marmorrocka fiskas som matfisk. Några exemplar hamnar som bifångst i fiskenät. IUCN kategoriserar arten globalt som sårbar.